# 电生理学

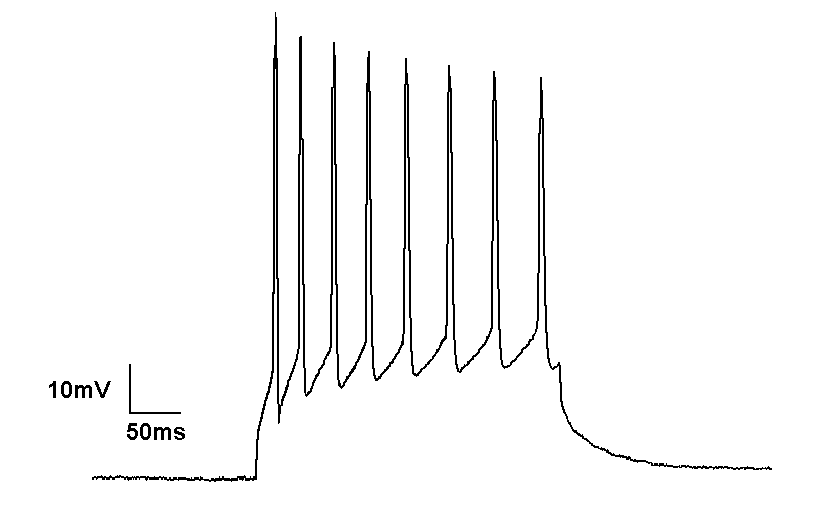
「膜片鉗」是電生理學領域中最常見的技術之一。圖片中顯示一個神經元經由全細胞膜片鉗技術，觀測到由於電流輸入引發去極化的過程。

電生理學（英語：Electrophysiology）是生理學的一個分支，主要研究生物細胞與組織的電學特性。它涉及電壓或電流變化的測量，或從單一離子通道蛋白到整個器官（如心臟、大腦）等各種尺度的觀測與紀錄。在神經科學中，電生理學涵蓋對神經元電氣活動的測量，特別是針對動作電位事件的紀錄。來自神經系統的大規模電訊號記錄，例如腦電圖，也屬於電生理記錄的一種。